# Dipoena niteroi
Dipoena niteroi là một loài nhện trong họ Theridiidae.
Loài này thuộc chi Dipoena. Dipoena niteroi được Herbert Walter Levi miêu tả năm 1963.